# منتخب كمبوديا لكرة القاعدة
منتخب كمبوديا لكرة القاعدة هو ممثل كمبوديا الرسمي في المنافسات الدولية في كرة القاعدة
.